# Bolton (Carolina del Nord)
Bolton è una città degli Stati Uniti d'America situata nella Carolina del Nord, nella Contea di Columbus.